# 天宫二号伴星
天宫二号伴随卫星或伴星二号是中国开发制造的一枚小型卫星，该卫星为天宫二号的实验载荷之一，于2016年10月23日从天宫二号和神舟十一号组合体中释放并部署入轨。并于当日对组合体进行了首次整体拍摄。

## 任务
伴星二号被设计用于拍摄并传输天宫二号和神舟十一号对接组合体的图像。其质量约47公斤，共搭载了两个摄像头，一台是可见光相机，一台是红外相机，前者像素约2500万。外置有太阳能电池以提供能源。是神舟七号伴星之后中国发射的第二枚小型航天器伴飞卫星。
2016年10月23日，天宫二号上搭载的伴随卫星在太空中成功释放，并对天宫二号和神舟十一号组合体进行了第一次拍照。伴随卫星与天宫二号分开之后，红外相机便开始工作，并在与组合体距离由近及远的过程中进行拍摄。10月24日，组合体首张合影图像传回到地面。伴随卫星回传的首批图像共有300多幅，均来自卫星上搭载的一台红外鱼眼相机。
伴随卫星在2016年10月底左右飞越组合体上空进行成像观测，之后与天宫二号开展近距离编队驻留试验和航天新技术验证试验，进一步拓展空间应用。